# 코토르

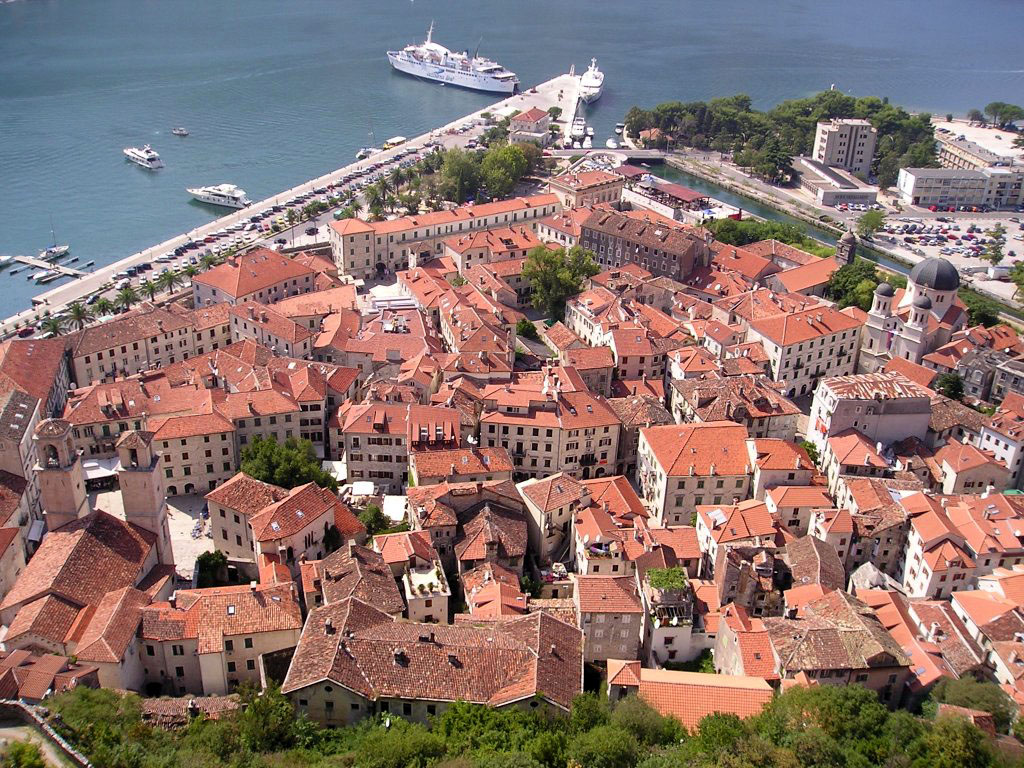
코토르 옛 시가지

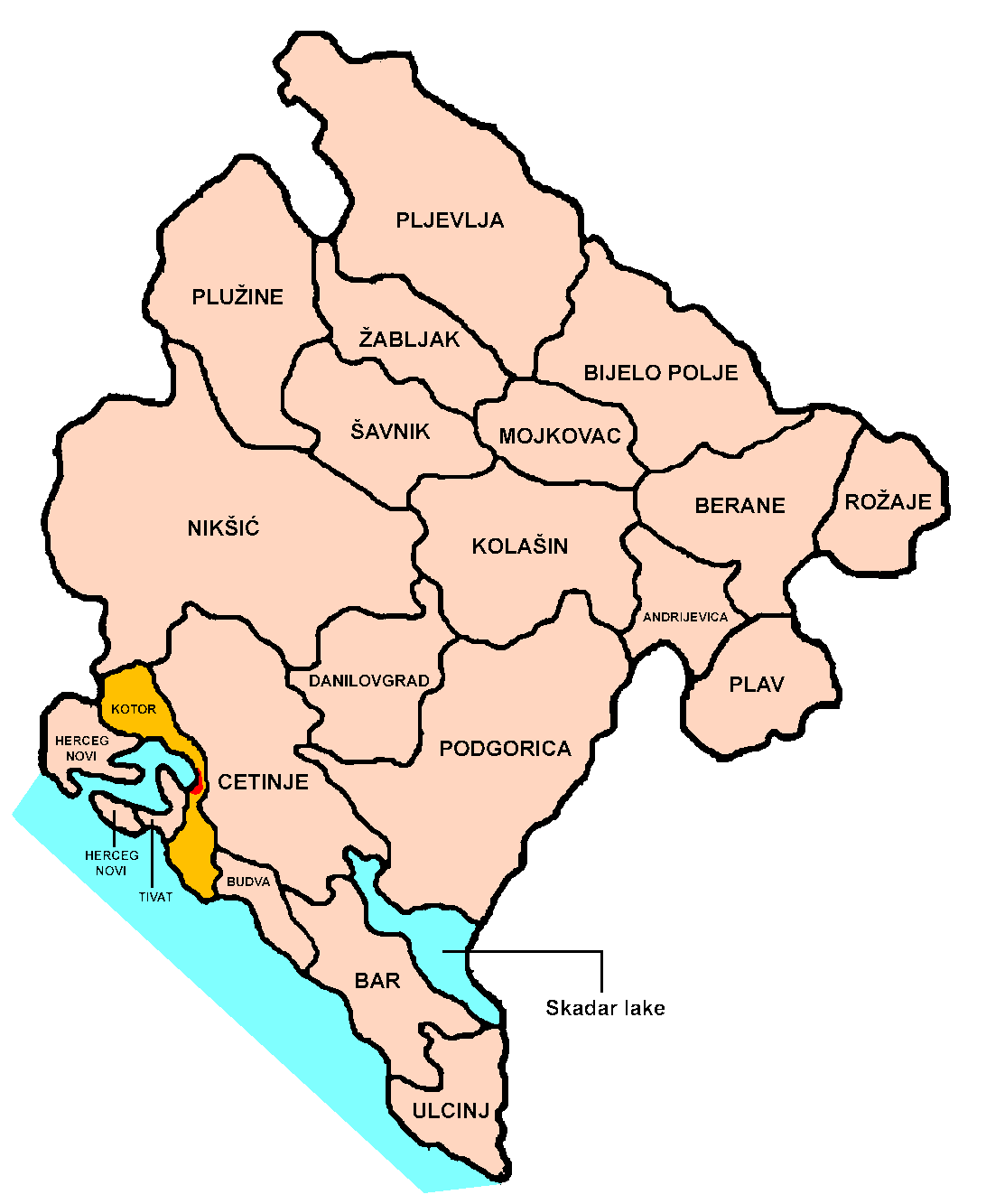
코토르의 위치

코토르(몬테네그로어: Котор / Kotor, 크로아티아어: Kotor, 이탈리아어: Cattaro, 라틴어: Acruvium)는 몬테네그로의 도시로, 면적은 335km2, 도시 인구는 22,947명(2003년 기준), 인구밀도는 68명/km2, 지방 자치체 인구는 5,341명(2003년 기준)이며 코토르만 입구와 접한다. 코토르 자연문화지역과 코토르 성벽은 유네스코 세계유산으로 지정되어 있다.

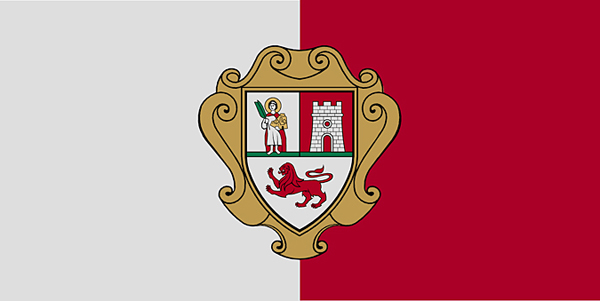
시기
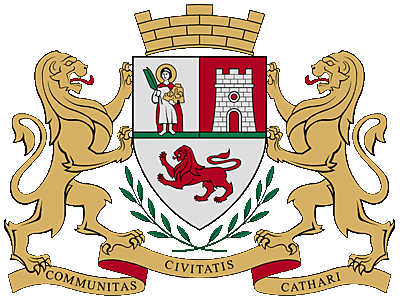
시 문장

## 역사

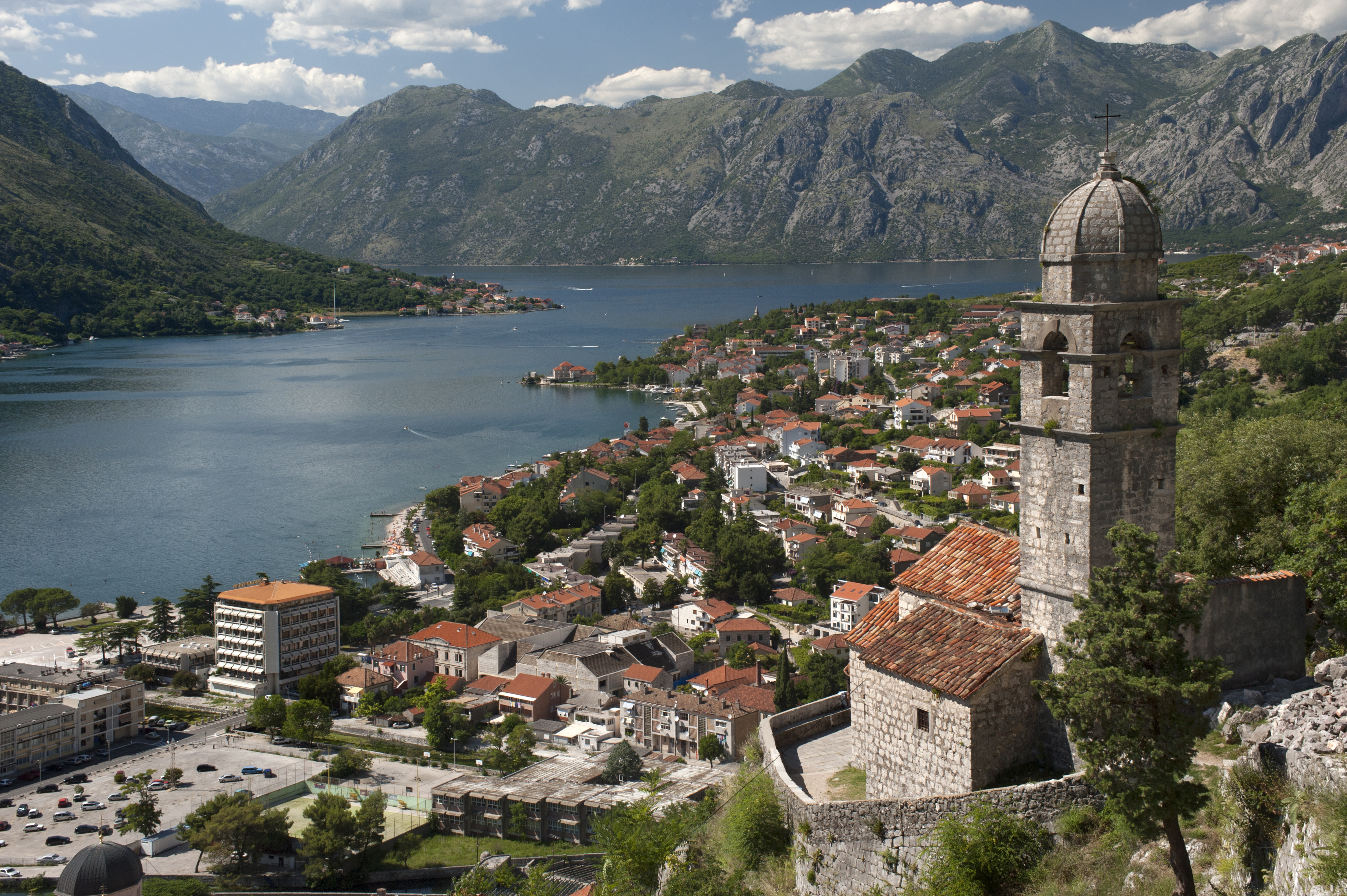
코토르의 풍경

코토르가 최초로 기록된 것은 기원전 168년이다. 로마 제국시절에는 로마의 속주(屬州)였으며 아크루비움(Acruvium)이나 아스크리비움(Ascrivium) 또는 아스크루비움(Ascruvium)으로 알려졌다.
중세 초기부터 도시 강화(強化)가 시작되었다. 535년, 유스티니아누스 1세 시절에 아스크리비움(Ascrivium) 위에 요새가 건설되었다. 나중에는 고트족을 격퇴했다. 이미 10세기에 콘스탄티누스 7세를 통해 제2의 도시가 주변 고지에 위치했던 것이 하(下)코토르보다 발전했다. 810년에는 사라센족이 약탈했다.
1002년 도시는 제1차 불가리아 제국의 점령하에서 수난을 당했다. 다음에 불가리아 황제가 이 도시를 세르비아에 할양했다. 1420년부터 1797년까지는 베네치아 공화국령이 되었다. (다만 1538년~1571년, 1657년~1699년 사이에는 오스만 투르크 제국이 통치)
1797년 캄포포르미오 조약에 따라 합스부르크 왕가의 영토가 되었으며, 빈 회의에 의해 재확인되었다. 제 1차 세계대전 중에는 오스트리아-헝가리 제국 해군의 기지가 위치하였다.
1918년 유고슬라비아 왕국의 영토가 되면서 '코토르'로 개칭되었다. 1945년 유고슬라비아 몬테네그로 사회주의 공화국의 영토가 되었다. 1979년 4월 15일 대지진이 이 도시를 덮쳐 100여 명의 희생자를 내었고, 코토르 구시가가 반파(半破)되었다.

## 인구
1991년의 조사
- 몬테네그로인 (55.24%)
- 세르비아인 (14.07%)
- 크로아티아인 (7.23%)

2003년의 조사
- 몬테네그로인 (46.85%)
- 세르비아인 (30.65%)
- 크로아티아인 (7.84%)